# Gauthier Klauss
Gauthier Klauss (ur. 17 grudnia 1987) – francuski kajakarz górski, brązowy medalista olimpijski z Rio de Janeiro.
Igrzyska w 2016 były jego drugimi igrzyskami olimpijskimi, debiutował w 2012. Brązowy medal wywalczył w kanadyjkowych dwójkach, partnerował mu Matthieu Péché. Był złotym medalistą mistrzostw świata w rywalizacji w C-2 w 2017, zajął trzecie miejsce w 2015. W drużynie czterokrotnie zdobywał złote medale (2010, 2011, 2014 i 2015). Na mistrzostwach Europy zdobywał złoto w drużynie w 2013 i 2017, był drugi w 2014 i trzeci w 2018.